# Gachem Nadjafzadé
Gachem Nadjafzadé ou Nadjafov Gachem Mirza Oglu (né 1er avril 1959 dans le village d'Aligouloular, district d'Imichli) est un poète azerbaïdjanais.

## Biographie
Gachem Nadjafzadé a terminé la faculté de philologie de l’Université d’État de Gandja en 1981. En 1997, il a été admis à l’Union des Écrivains. Il a travaillé en tant que professeur de littérature et de langue dans les écoles du district d'Imichli et de Bakou. Il a travaillé comme secrétaire responsable dans la rédaction du journal « La Culture ». 
En 2007, il a participé au 38e Festival de Poésie Internationale en Hollande. Il a obtenu une prime de Tofig Mahmoud en 2006 et une prime Internationale de Rasoul Rza en 2008. Ses poèmes sont traduits en plus de 20 langues comprenant – en anglais, ouzbek, kirghiz, français, allemand, albanais, tamil, géorgien, russe, espagnol, persan, polonais et d’autres. Jusqu’au présent, 22 livres du poète ont été publiés. 5 de ces livres sont publiés à l'étranger. Il a deux fils et une fille.

## Ouvrages
- « Ne me dites pas la fin de l’amour » Bakou, Yazitchy-1986
- « La photo de la mer couchée » Bakou, Gandjlik-1990
- « Une fiancée à côté de la vague » Bakou, Goyturk-1994
- « L’arbre qui sourit » Bakou, Goyturk-1995
- « Le destin de ma poème » Bakou, Goyturk-1995
- « Je veux aimer de nouveau » Bakou, Goyturk-1996
- « Le fil jaune » Bakou, Goyturk-1997
- « Quand je te rappelle » Bakou, Ganun-1997
- « Vers moi-même » Bakou, Azernéchir-1998
- « La correction pour le livre de ma vie » Bakou, Azernéchir-2001
- « Et cætera » Bakou, Nourlan-2004
- « Les vérités littéraires de Huseynbala Miralamov » Bakou, Chams -2005
- « Les récits de nuit » en anglais, Bakou, Chams -2007
- « Transformation » en russe, Bakou, Araz-2007
- « Union » en hollandais, Hollande-2007
- « Les études de prison » en anglais, Hollande-2007
- « La mort de la femme » Bakou, Vektor-2008
- « La bataille, les souliers, la mort » Ankara. Bengu-2008
- « Les morts nous rient » Téhéran-2008
- « Mon fis, ouvre la porte, le vent meurt au seuil » Chirvannechr-2009
- « Le baiser des doigts » en perse, Téhéran-2009
- « L’homme qui est dans le poème » les essais, les articles, Bakou, yazitchy-2010